# Dazhuangke
Dazhuangke (kinesiska: 大庄科) är en socken i Kina. Den ligger i stadsdistriket Yanqing i Pekings storstadsområde, i den norra delen av landet, omkring 59 kilometer norr om stadskärnan. Antalet invånare är 5 276. Befolkningen består av 2 557 kvinnor och 2 719 män. Barn under 15 år utgör 12,0 %, vuxna 15-64 år 73 %, och äldre över 65 år 14,0 %.